# Litolibrus posticatus
Litolibrus posticatus là một loài bọ cánh cứng trong họ Phalacridae. Loài này được Sharp miêu tả khoa học năm 1889.